# Savigny-sur-Aisne
Pour les articles homonymes, voir Savigny.
Savigny-sur-Aisne est une commune française, située dans le département des Ardennes en région Grand Est. Ce village surplombe la vallée de l'Aisne.

## Géographie
| Sainte-Marie | Vouziers          | Falaise       |
| Sugny        | Savigny-sur-Aisne | Olizy-Primat  |
| Saint-Morel  |                   | Brécy-Brières |

### Hydrographie
La commune est dans la région hydrographique « la Seine du confluent de l'Oise (inclus) à l'embouchure » au sein du bassin Seine-Normandie. Elle est drainée par l'Aisne, le ruisseau de l'Indre, le cours d'eau 01 de la Fontaine Notre Dame, le ruisseau des Ouvions, un bras de l'Aisne, le canal 01 de la commune de Savigny-sur-Aisne, le Fossé 05 de la commune de Olizy-Primat, le Fossé 01 de la commune de Savigny-sur-Aisne et divers autres petits cours d'eau,.
L'Aisne est un  cours d'eau naturel navigable de 256 km de longueur, traversant les cinq départements Meuse, Marne, Ardennes, Aisne, Oise. Elle est un affluent de rive gauche de l'Oise, ce qui fait d'elle un sous-affluent de la Seine. Elle traverse la commune dans sa partie norest, s'écoulnt du sud-est au nord-ouest, sur une longueur d'environ 4 km.
Le ruisseau de l'Indre, d'une longueur de 13 km, prend sa source dans la commune de Semide, à 125 m d'altitude, et se jette  dans l'Aisne à Falaise, à 98 m d'altitude, après avoir traversé six communes. 

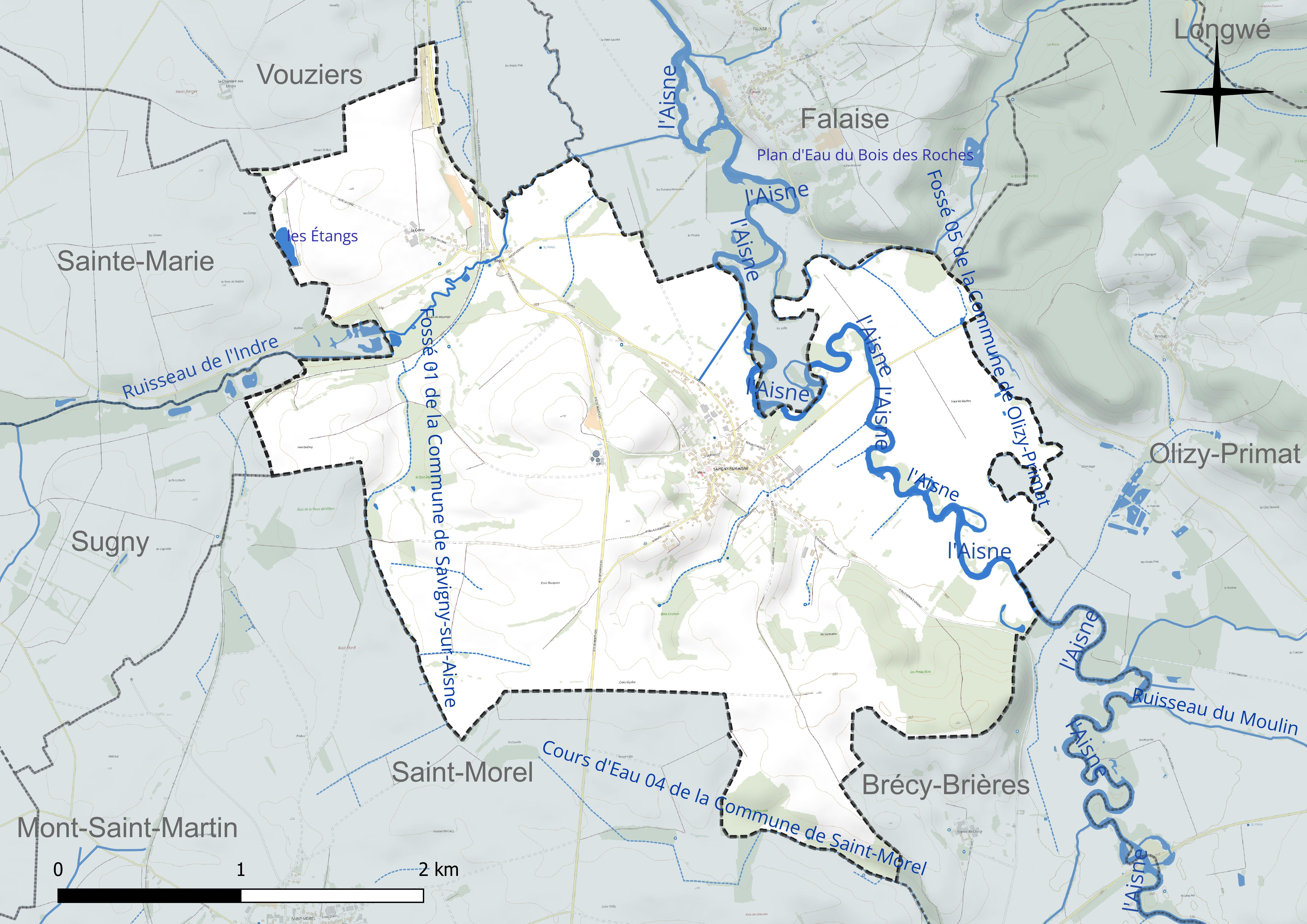
Réseau hydrographique de Savigny-sur-Aisne.

Un plan d'eau complète le réseau hydrographique : les étangs (1,3 ha),.

### Climat
Pour des articles plus généraux, voir Climat du Grand Est et Climat des Ardennes.
En 2010, le climat de la commune est de type climat des marges montargnardes, selon une étude du Centre national de la recherche scientifique s'appuyant sur une série de données couvrant la période 1971-2000. En 2020, Météo-France publie une typologie des climats de la France métropolitaine dans laquelle la commune est exposée à un climat océanique altéré et est dans la région climatique  Nord-est du bassin Parisien, caractérisée par un ensoleillement médiocre, une pluviométrie moyenne régulièrement répartie au cours de l’année et un hiver froid (3 °C). 
Pour la période 1971-2000, la température annuelle moyenne est de 10,3 °C, avec une amplitude thermique annuelle de 15,5 °C. Le cumul annuel moyen de précipitations est de 795 mm, avec 13,1 jours de précipitations en janvier et 9 jours en juillet. Pour la période 1991-2020, la température moyenne annuelle observée sur la station météorologique de Météo-France la plus proche, « Montcheutin_sapc », sur la commune de Montcheutin à 10 km à vol d'oiseau, est de 11,0 °C et le cumul annuel moyen de précipitations est de 721,9 mm. 
La température maximale relevée sur cette station est de 41,2 °C, atteinte le 25 juillet 2019 ; la température minimale est de −15,5 °C, atteinte le 20 décembre 2009,,. 
Les paramètres climatiques de la commune ont été estimés pour le milieu du siècle (2041-2070) selon différents scénarios d'émission de gaz à effet de serre à partir des nouvelles projections climatiques de référence DRIAS-2020. Ils sont consultables sur un site dédié publié par Météo-France en novembre 2022.

## Urbanisme

### Typologie
Au 1er janvier 2024, Savigny-sur-Aisne est catégorisée commune rurale à habitat dispersé, selon la nouvelle grille communale de densité à 7 niveaux définie par l'Insee en 2022.
Elle est située hors unité urbaine. Par ailleurs la commune fait partie de l'aire d'attraction de Vouziers, dont elle est une commune de la couronne,. Cette aire, qui regroupe 45 communes, est catégorisée dans les aires de moins de 50 000 habitants,.

### Occupation des sols
L'occupation des sols de la commune, telle qu'elle ressort de la base de données européenne d’occupation biophysique des sols Corine Land Cover (CLC), est marquée par l'importance des territoires agricoles (87,8 % en 2018), une proportion sensiblement équivalente à celle de 1990 (88 %). La répartition détaillée en 2018 est la suivante : 
prairies (49,6 %), terres arables (36,1 %), forêts (8,2 %), zones urbanisées (4 %), zones agricoles hétérogènes (2,1 %). L'évolution de l’occupation des sols de la commune et de ses infrastructures peut être observée sur les différentes représentations cartographiques du territoire : la carte de Cassini (XVIIIe siècle), la carte d'état-major (1820-1866) et les cartes ou photos aériennes de l'IGN pour la période actuelle (1950 à aujourd'hui).

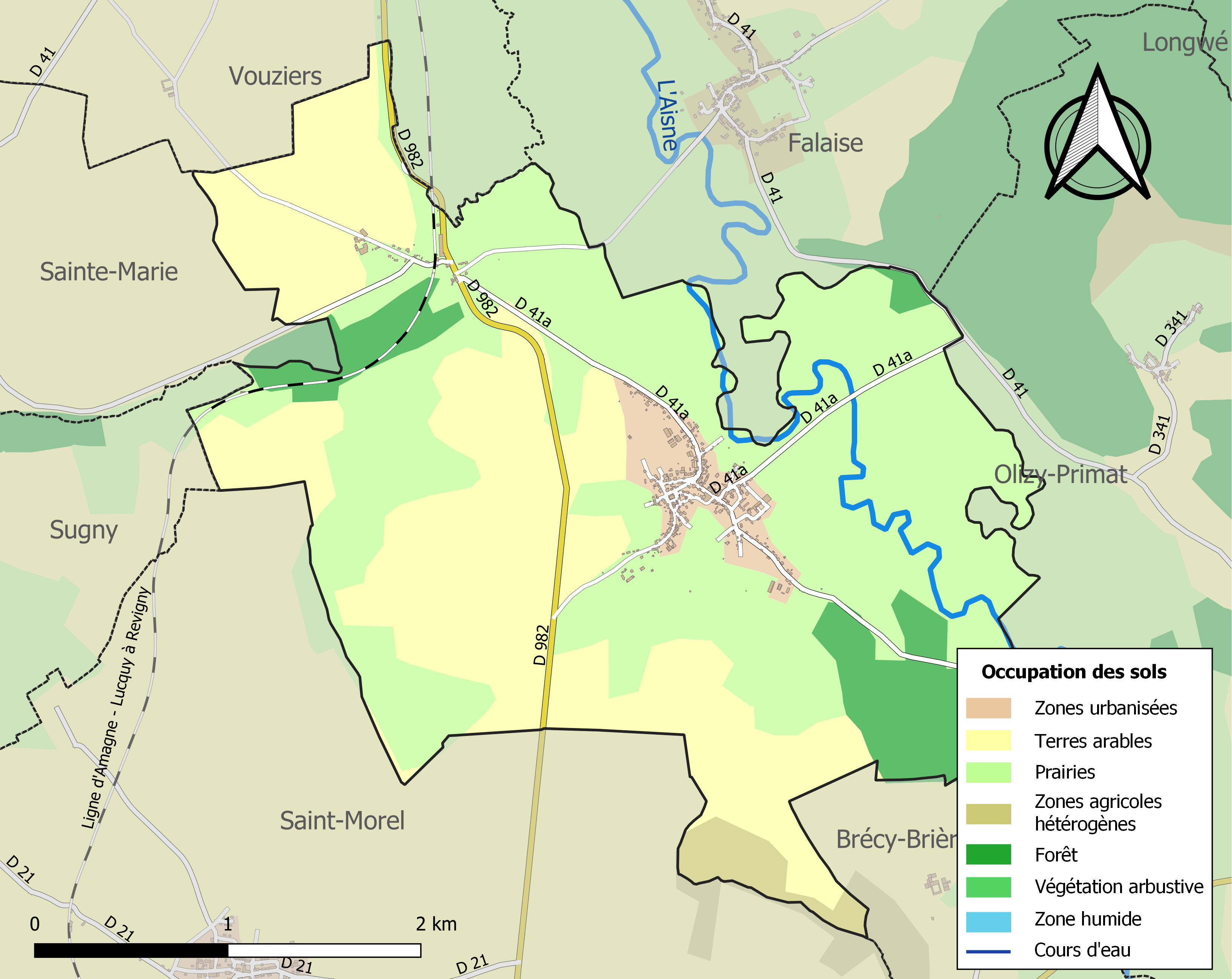
Carte des infrastructures et de l'occupation des sols de la commune en 2018 (CLC).

## Toponymie
L'étymologie du nom Savigny la plus communément acceptée est latine: sabinus ou savinus, nom propre fréquemment utilisé à Rome et venant du mot Sabini, qui signifie sabin, peuple archaïque d'Italie, habitant de la province italienne, la sabine. On en déduit le plus souvent que sabiniacum ou saviniacum désigne les domaines gérés par des propriétaires portant comme patronyme sabinus et que ces toponymes ont évolué en vieux français en Savigny pour les régions de langue d'oil. 
L'Aisne est une rivière du nord de la France, dans les deux régions Grand Est et Hauts-de-France, traversant les cinq départements Meuse, Marne, Ardennes, Aisne, Oise. Elle donne son nom au département de l'Aisne.

## Politique et administration
| Période                                  | Période                   | Identité                                        | Étiquette | Qualité            |
| ---------------------------------------- | ------------------------- | ----------------------------------------------- | --------- | ------------------ |
| an VIII                                  | an XII                    | Paul Louis Morel                                |           |                    |
| an XII                                   | an XII                    | Paul Ambroise Doury                             |           |                    |
| an XII                                   | 1807                      | Jean Dupuy                                      |           |                    |
| 1807                                     | 1820                      | Paul Ambroise Doury                             |           | Notaire            |
| 1820                                     | 1844                      | Etienne Martin Buffet                           |           | Propriétaire       |
| 1844                                     | 1848                      | Jean Baptiste Doury                             |           |                    |
| 1848                                     | 1850                      | Paul Ambroise Buffet                            |           |                    |
| 1850                                     | après 1852                | Louis Augustin Jolly                            |           | Cultivateur        |
| avant 1873                               | 1877                      | Paul Doury                                      |           |                    |
| 1877                                     | Après 1882                | Gustave Lanceréaux                              |           |                    |
| avant 1893                               | 1896                      | Jean Baptiste Jolly                             |           |                    |
| 1896                                     | 1901                      | Félix Doury                                     |           | Notaire            |
| 1901                                     | 1904                      | Ignace Dupuy                                    |           |                    |
| 1904                                     | 1915(décès)               | Henri Payart                                    |           |                    |
| 1915                                     | 1919>                     | Paulin Percebois(intérim)                       |           |                    |
| 1919                                     | 1920                      | Jean Payart                                     |           |                    |
| 1920                                     | 1922(démission)           | Louis Augustin Lepage                           |           | Boulanger          |
| 1922                                     |                           | Emile Hubert Decharbogne                        |           | Cultivateur        |
| avant 1942                               | après 1942                | Raymond Ernest Caquot                           |           | Cultivateur        |
|                                          |                           | Walter Haigneré                                 |           |                    |
| 1965                                     | mars 1977                 | Marcel Thierry                                  |           | Cultivateur        |
| mars 1977                                | 1977(démission)           | André Génin                                     |           |                    |
|                                          | mars 2001                 | Renée Marchal                                   |           | Infirmière         |
| mars 2001                                | mars 2008                 | Jean-Louis Payart                               |           |                    |
| mars 2008                                | mars 2009(décès)          | Patrice Mauvais                                 |           | Ingénieur agricole |
| mars 2009                                | mars 2020                 | Agnès Mercier                                   |           | Militaire          |
| mars 2020                                | En cours (au 26 mai 2020) | Thierry Machinet Réélu pour le mandat 2020-2026 |           | Retraité           |
| Les données manquantes sont à compléter. |                           |                                                 |           |                    |

## Démographie
L'évolution du nombre d'habitants est connue à travers les recensements de la population effectués dans la commune depuis 1793. Pour les communes de moins de 10 000 habitants, une enquête de recensement portant sur toute la population est réalisée tous les cinq ans, les populations de référence des années intermédiaires étant quant à elles estimées par interpolation ou extrapolation. Pour la commune, le premier recensement exhaustif entrant dans le cadre du nouveau dispositif a été réalisé en 2007.

En 2022, la commune comptait 350 habitants, en évolution de −6,17 % par rapport à 2016 (Ardennes : −2,97 %, France hors Mayotte : +2,11 %).
| 1793 | 1800 | 1806 | 1821 | 1831 | 1836 | 1841 | 1846 | 1851 |
| ---- | ---- | ---- | ---- | ---- | ---- | ---- | ---- | ---- |
| 690  | 728  | 713  | 703  | 750  | 717  | 694  | 708  | 718  |

| 1866 | 1872 | 1876 | 1881 | 1886 | 1891 | 1896 | 1901 | 1906 |
| ---- | ---- | ---- | ---- | ---- | ---- | ---- | ---- | ---- |
| 743  | 728  | 701  | 719  | 698  | 707  | 690  | 662  | 623  |

| 1911 | 1921 | 1926 | 1931 | 1936 | 1946 | 1954 | 1962 | 1968 |
| ---- | ---- | ---- | ---- | ---- | ---- | ---- | ---- | ---- |
| 648  | 689  | 571  | 465  | 413  | 440  | 437  | 384  | 374  |

| 1975 | 1982 | 1990 | 1999 | 2006 | 2007 | 2012 | 2017 | 2022 |
| ---- | ---- | ---- | ---- | ---- | ---- | ---- | ---- | ---- |
| 366  | 339  | 376  | 361  | 370  | 370  | 373  | 375  | 350  |

## Culture locale et patrimoine

### Lieux et monuments
- L'église Notre-Dame classée monument historique en 1913[25].
- L'ex-cimetière entourant église, classée monument historique en 1935[26].

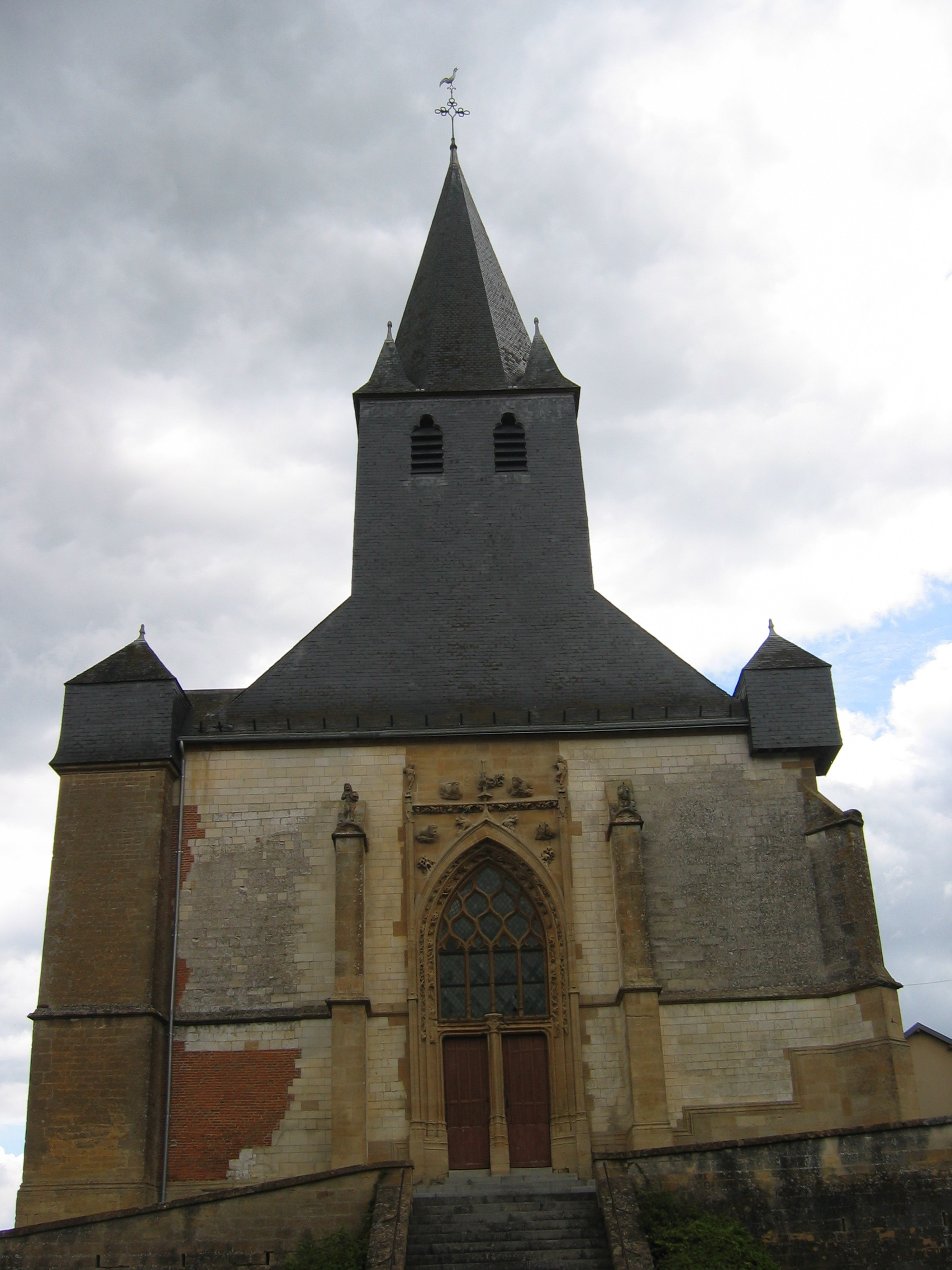
L'église Notre-Dame.
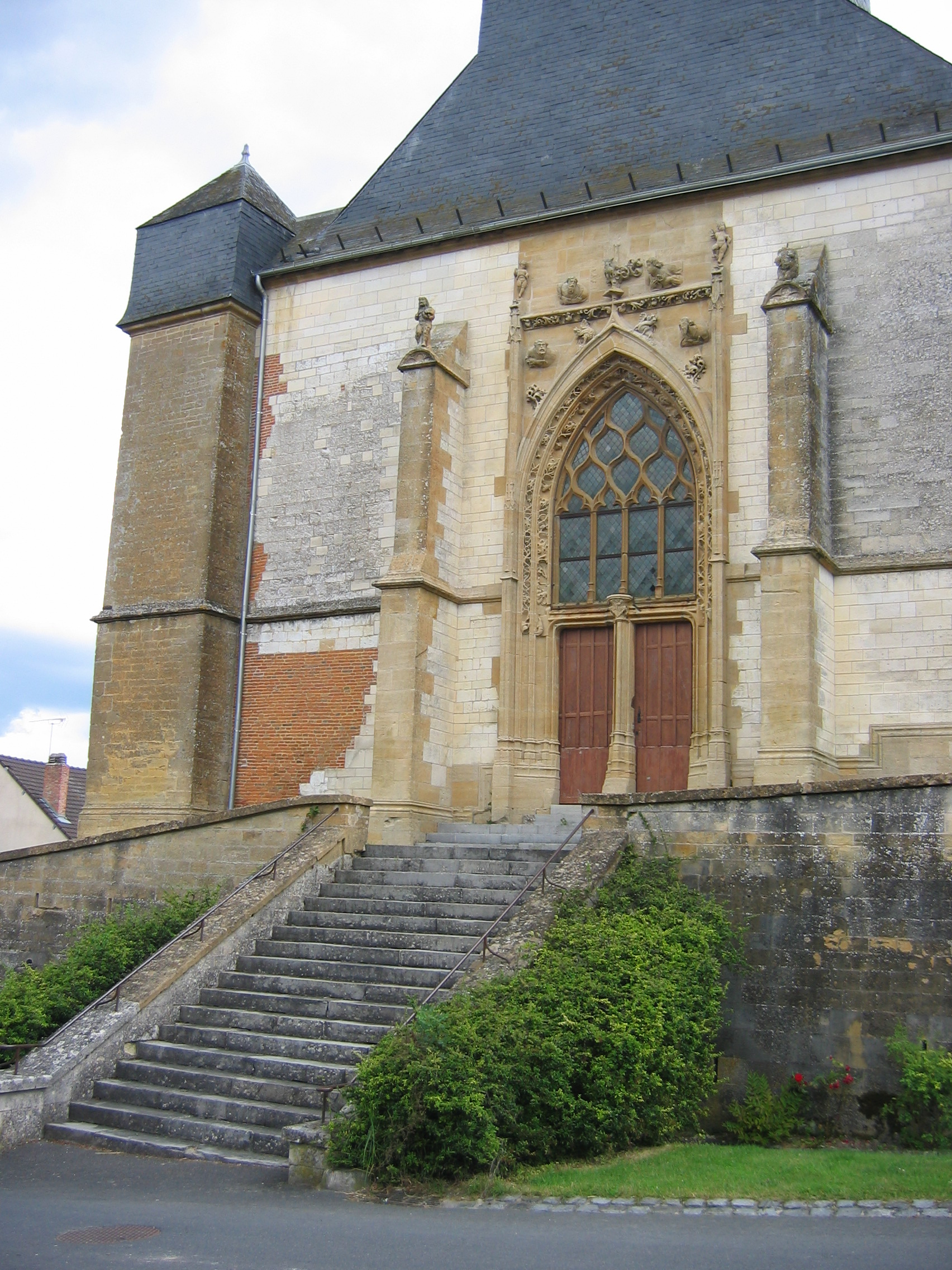
L'escalier de l'ancien cimetière.

### Personnalités liées à la commune
- Christophe de Savigny (v.1530/1535 - v.1586), savant humaniste de la Renaissance, auteur d'un célèbre ouvrage encyclopédique Tableaux accomplis de tous les arts libéraux. Membre de la famille des seigneurs du village, il habita au château seigneurial qui semble avoir été situé sur la vaste plateforme au sud-ouest, au lieu-dit la Ferme du haut.
- François Flameng (1856-1923), peintre officiel des armées, dont les nombreux croquis et dessins des combats qui eurent lieu ici pendant la Grande Guerre, parurent dans la revue L'Illustration.
- Paul Grossin (1901-1990), général d'armée, directeur du SDECE (1957-1962). Le général Grossin est né à Oran, en Algérie, mais sa famille était originaire de Savigny-sur-Aisne, et y a été présente pendant plusieurs générations. Il y possédait d'ailleurs encore une maison, héritée de ses parents, et située sur la place de Mi-la-Ville. Il y revenait de temps en temps[27].
- Marie-Clémence Fouriaux (1857-1932), héroïne de la Première Guerre mondiale, y est née et décédée.

### Héraldique
| Armes de Savigny-sur-Aisne | Les armes de Savigny-sur-Aisne se blasonnent ainsi : Gironné d'azur et d'or de douze pièces, sur le tout de gueules à la fasce ondée abaissée d'argent surmontée d'un sanglier passant de sable. |